# انتخاب متعادل‌کننده
انتخاب متعادل‌کننده (انگلیسی: Balancing selection)، به تعدادی از فرآیندهای انتخاب طبیعی اشاره دارد که توسط آن چندین الل (نسخه‌های مختلف یک ژن) به‌طور فعال در خزانه ژنی یک
جمعیت (زیست‌شناسی) در فرکانس‌های بزرگ‌تر از حدی که از رانش ژن انتظار می‌رود حفظ می‌شوند. انتخاب متعادل در مقایسه با انتخاب خالص سازی نادر است.